# RWD Molenbeek (47)
Racing White Daring Molenbeek, más conocido como RWDM, era un club de fútbol belga de Bruselas. El club estaba afiliado a la RABF con el número de matrícula 47 y se creó a partir de la fusión de Racing White (a su vez creado a partir de una fusión anterior entre Racing Club Brussels y White Star AC) y Daring Club Molenbeek. Por problemas económicos, el club dejó de existir tras la temporada 2001-2002.

## Historia
Varios clubes de Bruselas y los cambios de nombre están involucrados en la historia del equipo. El número 47 de la matrícula de RWDM vino de White Star, y más tarde Racing White. Los clubes Racing Club y Daring Club eran otros clubes que se fusionarían en RWDM.

### White Star
White Star fue fundada en 1909 por estudiantes del Instituto Saint Boniface de Ixelles, y jugaba con los colores del instituto: rojo y blanco. Al equipo se le agregó una estrella blanca para distinguirse de los otros clubes que vestían estos colores, que es como el club obtuvo su nombre White Star Club (de Bruxelles). Como White Star Athletic Club, el club se convirtió en miembro de la UBSSA y recibió el número de matrícula 47, el número del RWDM posterior. En 1922 el nombre pasó a ser White Star Woluwe AC, en 1935 Royal White Star AC. El primer estadio fue el Tervurenpark. Más tarde jugaron en Tervurenlaan, Hertogstraat y finalmente durante más de 40 años en Kellestraat.
En 1924 el club ascendió a Primera División por primera vez, pero solo una temporada. Diez años más tarde lograron nuevamente alcanzar la máxima categoría y el equipo permanecería en Primera hasta 1947. La estrella por entonces era Arsène Vaillant, el posterior comentarista deportivo del RTBF. En 1946, el club terminó quinto en liga, lo que suponía su posición más alta hasta la fecha.

### Racing Club Bruselas
Racing Club fue fundado en 1891 inicialmente como un club de atletismo, pero en 1894 el club formó una rama de fútbol llamada Racing Foot-Ball Club. El club jugaba con los colores blanco y negro. En 1895 el club se unió a la UBSSA (antecesor KBVB) como Racing Club de Bruxelles, en 1921 se convirtió en Royal Racing Club de Bruxelles. Este equipo tenía el número 6 de matrícula. El equipo había tenido sus mejores años antes de la Primera Guerra Mundial , después de eso ya no competía por el título, o descendía a divisiones inferiores. En 1963 el club se fusionaría con White Star, manteniéndose el número de matrícula 47 de White Star. Para evitar la eliminación del número de matrícula 6, Racing Club intercambió el número de base con K Sport Sint-Genesius-Rode, este último es el sucesor de Racing Club en el papel, y el equipo detrás del antiguo Racing Club se fusionaría bajo el nº matrícula 1274 de Sint-Genesius-Rode
El nombre Racing Club reaparecería en 1985 con la fundación de un nuevo club con el número de base 9012, pero este nombre luego desaparecería debido a las fusiones.

### Racing White
En 1963 Racing Club y White Star se fusionan en Royal Racing White con el número de matrícula 47. Este equipo se abrió camino hasta la élite y logró buenos resultados. Otro club ese año se hizo cargo en parte del nombre "White Star" y el emblema con la estrella blanca, a saber, Woluwé FC, que cambió su nombre a White Star Woluwé FC (número de matrícula 5750).
Racing White jugó una final de Copa de Bélgica en 1969 y perdió ante Lierse SK, y también llegó al fútbol europeo en la 1972/73 (perdió en primera ronda ante el modesto portugués GD CUF Barreiro). Sin embargo, el éxito del equipo no logró atraer a muchos espectadores, por lo que se acercaron a Daring. Racing contribuyó a un futuro equipo contendiente al título y al fútbol europeo para este fin.

### Daring Molenbeek
Daring Club de Bruxelles, rebautizado como Daring Club Molenbeek en 1970, fue fundado en 1895 y se fusionó con varios clubes de Bruselas en los años siguientes. El club tenía los colores rojo y negro y tenía la matrícula nº 2. El club se convertiría en uno de los clubes exitosos de Bruselas y en un rival de los vecinos de la ciudad Union Saint-Gilloise. En 1912, 1914, 1921, 1936 y 1937 Daring ganó el título nacional, en 1935 la Copa de Bélgica. En 1935 Daring también puso fin a la histórica racha de Union Sint-Gilles que había permanecido invicto durante 60 partidos. Después de la Segunda Guerra Mundial, las actuaciones de Daring variaron algo, con algunos ascensos y descensos y también algunas participaciones europeas en Copa de Ferias. En 1969, el equipo volvió a bajar a Segunda. Finalmente, en 1970 el nombre se convirtió en Royal Daring Club Molenbeek. El club aún llegaría a la final de la Copa de Bélgica, pero perdió 6-1 ante el Club Brujas. El equipo quería volver a Primera, pero al final sería necesaria una colaboración con Racing White para llevarla a cabo. Daring proporcionaría el estadio y los fieles seguidores.

## Fusión
El 1 de julio de 1973 se creó Racing White Daring Molenbeek como una fusión de los dos clubes. El equipo mantuvo el número 47 y jugó en el Oscar Bossaert Stadium de Daring, que ahora pasó a llamarse Estadio Edmond Machtens (llamado así por el alcalde Edmond Machtens de Molenbeek). En su primera temporada (1973/74) RWDM se clasificó en tercera posición y volvió a jugar competiciones europeas. La siguiente temporada, el equipo fue campeón. También jugó al fútbol europeo durante 5 temporadas consecutivas desde 1973/74 a 1977/78 para permanecer invicto allí durante 14 partidos. En la temporada 1976/77, tras eliminar a Næstved IF, Wisła Kraków, Schalke 04 y Feyenoord, llegaron a las semifinales de la Copa de la UEFA, donde quedaron 1-1 y 0-0. Fueron eliminados por goles en campo contrario frente al Athletic Club de Bilbao. En 1980 y 1996, el equipo volvería a jugar en Europa, pero luego solo jugó una ronda. El club iba cada vez a menos, y el equipo descendió a Segunda por una temporada en 1984. Esto volvió a ocurrir en 1989. En 1998, cuando surgieron cada vez más problemas, el equipo volvió a descender a Segunda División. Tras tres años, se pudo regresar a Primera División en 2001. Sin embargo, la temporada 2001/02 sería la última del club. Había problemas económicos importantes, la dirigencia ya no podía pagar y no era posible obtener una licencia profesional. El equipo fue descendido a Tercera División, y al final el equipo fue expulsado de la competición por la Real Asociación Belga. RWDM desaparecía.

## Historia posterior
El número 6 de Racing Brussel sigue jugando hoy como KFC Rodienne-De Hoek en la serie inferior.

### FC Brussels (2003-2014)
Otro club, el KFC Strombeek, fue tomado por Johan Vermeersch, quien había estado activo en RWDM durante muchos años, y pasó a jugar en el Estadio Edmond Machtens como el eventual FC Bruselas. Para la mayoría de los aficionados, este equipo (con matrícula de Strombeek) ha sido la continuación del glorioso RWDM. Sin embargo, el 29 de abril de 2013, FC Bruselas anunció que volvería a tomar el nombre de RWDM, bajo la presión de los seguidores que ansiaban volver a la palabra mágica de cuatro letras durante años. Sin embargo, RWDM Brussels FC entró en liquidación en 2014 y desapareció. El FC Bruselas quebró en 2014.

### RWDM 2003 (2003-2014)
Aquellos que no querían unirse al FC Bruselas llegaron en 2003 con un club recién fundado, Racing Whitestar Daring Molenbeek, para mantener vivas las letras RWDM. Sin embargo, este equipo con el número 9449 tuvo que empezar en la categoría más baja del fútbol provincial. En 2010 este club cambió su nombre a Racing White Daring Molenbeek 2003. Ha estado a la sombra del FC Bruselas todos estos años. Después de once años, RWDM 2003 quebró, el mismo año que FC Bruselas.
En junio de 2012, un grupo de simpatizantes nostálgicos y descontentos anunció a través de un grupo en torno a Michel De Wolf su intención de hacerse cargo del número 9026 del tercer FC Bleid-Gaume en dificultades financieras. Ese club jugaría sus partidos de local en la temporada 2012-2013 en el tercer sitio del Estadio Edmond Machtens. A partir de la temporada 2013-2014, continuaría con el número 9026 como RWDM 47 en la tercera división, con la condición de que la RBFA acepte la fusión. El código común 9449 desaparecería. Sin embargo, los planes de fusión fracasaron. Vincent Kompany invirtió en el club de fútbol FC Bleid-Gaume y anunció que el club se llamará BX Bruselas a partir de 2013-2014.

### RWDM (2014-actualidad)
En diciembre de 2014, se estableció una federación de aficionados. Un nuevo proyecto para insuflar nueva vida a las letras RWDM fue creado por empresarios de Bruselas, y en 2015 el número de acciones 5479 fue tomado de Standaard Wetteren, que se fusionó con Wetteren-Kwatrecht. (El histórico '47' se puede encontrar en el medio de este nuevo número de registro). Bajo el antiguo nombre Racing White Daring Molenbeek, el club pasó a jugar en Cuarta División en la temporada 2015-2016. En las temporadas 2016-2017 y 2017-2018, RWDM se proclamó campeón dos veces seguidas y participa en la Primera División Aficionada desde la temporada 2018-19. Debido a problemas de licencia en primera clase B, RWDM (que en ese momento ya tenía su licencia profesional en el bolsillo) pudo ascender a esta clase profesional desde la temporada 2020-2021.

## RWDM (5479)
Para conocer la historia del nuevo RWDM con matrícula 5479, véase Racing White Daring Molenbeek.

## Participación en competiciones europeas
como Racing White
| Temporada | Competición | Ronda | Club            | Cómputo global | Ida     | Vuelta  |
| --------- | ----------- | ----- | --------------- | -------------- | ------- | ------- |
| 1972/73   | Copa UEFA   | 1R    | GD CUF Barreiro | 0-3            | 0-1 (C) | 0-2 (F) |

como RWDM
| Temporada | Competición    | Ronda | Club               | Cómputo global          | Ida     | Vuelta         |
| --------- | -------------- | ----- | ------------------ | ----------------------- | ------- | -------------- |
| 1973/74   | Copa UEFA      | 1R    | RCD Español        | 4-2                     | 3-0 (F) | 1-2 (C)        |
|           |                | 2R    | Vitória Setúbal    | 2-2 (goles a domicilio) | 0-1 (F) | 2-1 (C)        |
| 1974/75   | Copa UEFA      | 1R    | Dundee FC          | 5-2                     | 1-0 (C) | 4-2 (F)        |
|           |                | 2R    | FC Twente          | 1-3                     | 1-2 (F) | 0-1 (C)        |
| 1975/76   | Copa de Europa | 1R    | Viking FK          | 4-2                     | 3-2 (C) | 1-0 (F)        |
|           |                | 2R    | HNK Hajduk Split   | 2-7                     | 0-4 (F) | 2-3 (C)        |
| 1976/77   | Copa UEFA      | 1R    | Næstved BK         | 7-0                     | 3-0 (F) | 4-0 (C)        |
|           |                | 2R    | Wisła Kraków       | 2-2 (5-4 penales)       | 1-1 (F) | 1-1 prórr. (C) |
|           |                | 1/8   | FC Schalke 04      | 2-1                     | 1-0 (C) | 1-1 (F)        |
|           |                | 1/4   | Feyenoord          | 2-1                     | 0-0 (F) | 2-1 (C)        |
|           |                | 1/2   | Athletic Bilbao    | 1-1 (goles a domicilio) | 1-1 (C) | 0-0 (F)        |
| 1977/78   | UEFA Cup       | 1R    | Aberdeen FC        | 2-1                     | 0-0 (C) | 2-1 (F)        |
|           |                | 2R    | FC Carl Zeiss Jena | 2-2 (5-6 penales)       | 1-1 (C) | 1-1 prórr. (F) |
| 1980/81   | Copa UEFA      | 1R    | Torino Calcio      | 3-4                     | 1-2 (C) | 2-2 prórr. (F) |
| 1996/97   | Copa UEFA      | 1/32  | Beşiktaş JK        | 0-3                     | 0-0 (C) | 0-3 (F)        |